# مروه دیزدار
مروه دیزدار (به انگلیسی: Merve Dizdar) (زادهٔ ۲۵ ژوئن ۱۹۸۶) هنرپیشه و بازیگر اهل ترکیه و برندهٔ جایزه بهترین بازیگر زن جشنواره فیلم کن ۲۰۲۳ برای فیلم روی علف‌های خشک است.
دیزدار بیشتر برای نقش‌هایش در فیلم‌های Eltilerin Savaşı، آپارتمان بی‌گناهان، Erşan Kuneri، موزیکال آلیس شناخته می‌شود. او در سال ۲۰۲۰، برنده جایزه پروانه طلایی بهترین بازیگر زن برای بازی در فیلم آپارتمان بی‌گناهان و برای بازی در Eltilerin Savaşı نامزد جایزه انجمن منتقدان فیلم ترکیه شد. او همچنین در سال ۲۰۲۳ برای بازی در فیلم روی علف‌های خشک برندهٔ جایزه بهترین بازیگر زن جشنواره فیلم کن شد.

## زندگی
دیزدار در ۲۵ ژوئن ۱۹۸۶ در ازمیر به دنیا آمد. او فارغ‌التحصیل رشته بازیگری از دانشکده هنرهای زیبای دانشگاه چاناک کاله اونسکیز مارت است. او مدرک کارشناسی ارشد خود را در رشته بازیگری از دانشگاه کدیر هاس دریافت کرد.

## بازیگری
دیزدار کار خود را روی صحنه با پیوستن به کمپانی سماور آغاز کرد و در تئاتر کرافت ادامه داد. دیزدار اولین حضور سینمایی‌اش را در سال ۲۰۱۱ با صدایی که شب را آغاز می‌کند (Bir Ses Böler Geceyi) تجربه کرد. او همچنین مدتی در بخش کودکان تلویزیون ترکیه کار کرده است.
دیزدار برای بازی در نمایش یوتمک (Yutmak) برندهٔ جایزه بهترین بازیگر زن تئاتر عفیفه ژاله (Afife Jale Theatre) شد. در سال ۲۰۲۰، او در فیلم کمدی التیلرین ساواشی (Eltilerin Savaşı)، نقش اصلی را به همراه اوراز کایگیلاراوغلو بازی کرد که طبق باکس‌آفیس ترکیه، تا آوریل ۲۰۲۱ بیست و دومین فیلم پربیننده تمام دوران در ترکیه است.
در سال ۲۰۲۰ بازی در سریال آپارتمان بی‌گناهان را آغاز کرد و برنده جوایز پروانه طلایی بهترین بازیگر زن شد.
در سال ۲۰۲۳، او در فیلم روی علف‌های خشک به کارگردانی نوری بیلگه جیلان بازی کرد، که برای بازی در این نقش برندهٔ جایزه بهترین بازیگر زن در هفتاد و ششمین جشنواره فیلم کن شد.

## جایزه کن
دیزدار نخستین زن ترکیه‌ای است که جایزهٔ کن را به‌دست آورده است. او جایزهٔ خود را به زنان ترک تقدیم کرد. او در سخنرانی‌اش حین دریافت جایزه کن گفت: «همه خواهران من» که فعالانه در تقویت جنبش حقوق زنان شرکت می‌کنند، با وجود چالش‌هایی که با آن مواجه هستند، مقاومت و امیدی تزلزل‌ناپذیری از خود نشان می‌دهند.» 
در مقابل ابراهیم اسلو، نایب رئیس شورای عالی رادیو و تلویزیون، دیزدار را به تضعیف اعتبار ترکیه در سطح جهانی متهم کرد. این اتفاق واکنش‌ها و بحث‌هایی را در ترکیه برانگیخت.

## فیلم‌شناسی

### فیلم‌های سینمایی
| سال              | نام                                   | عنوان اصلی                    | نقش           | یادداشت                                            |
| ---------------- | ------------------------------------- | ----------------------------- | ------------- | -------------------------------------------------- |
| ۲۰۱۱             | سروصدا در شب                          | Bir Ses Böler Geceyi          | گولیزار / دمت |                                                    |
| ۲۰۱۳             | فیلسوف لبنیات                         | Mandıra Filozofu              | منشی          |                                                    |
| ۲۰۱۶             | هیچ راهی 2                            | Yok Artık 2                   | بوکت          |                                                    |
| ۲۰۱۷             | داستان های عاشقانه ارگانیک            | Organik Aşk Hikayeleri        | نازلی         |                                                    |
| ۲۰۱۷             | گلف                                   | Körfez                        | پینار         | اولین نمایش در جشنواره بین المللی فیلم ونیز ۲۰۱۷   |
| ۲۰۱۸             | نام من باتلر است، نه باتلر            | Batlır                        | یودوم         |                                                    |
| ۲۰۱۹             | یک عشق دو زندگی                       | Bir Aşk İki Hayat             | سما یاشار     |                                                    |
| ۲۰۲۰             | جنگ التیس                             | Eltilerin Savaşı              | گیزم آلتونداغ |                                                    |
| ۲۰۲۱             | آیا تا به حال کرم شب تاب را دیده اید؟ | Sen Hiç Ateşböceği Gördün mü? | عزت           | فیلم نتفلیکس                                       |
| ۲۰۲۲             | برف و خرس                             | Kar ve Ayı                    | اصلی          | اولین نمایش در جشنواره بین المللی فیلم تورنتو ۲۰۲۳ |
| ۲۰۲۲             | گاراژ                                 | Tamirhane                     | آینور         |                                                    |
| ۲۰۲۳             | آلیس موزیکال                          | Alice Müzikali                | کدی           | فیلم دیزنی +                                       |
| ۲۰۲۳             | درباره علف های خشک                    | Kuru Otlar Üstüne             | نورای         | اولین نمایش در جشنواره فیلم کن ۲۰۲۳                |
| عاشقان طرف مقابل | Öte Yer Aşıkları                      | مونس                          | فیلم کوتاه    |                                                    |

### وب
| سال           | عنوان                       | عنوان اصلی   | نقش          | سکو     |
| ------------- | --------------------------- | ------------ | ------------ | ------- |
| ۲۰۱۷          | هفت چهره                    | 7YÜZ         | نیهال        | BluTV   |
| ۲۰۲۲ - تاکنون | زندگی و فیلم‌های ارشان کونری | Erşan Kuneri | فریده اورهون | نتفلیکس |
| ۲۰۲۳          | ماگارسوس                    | Magarsus     | تانسو        | BluTV   |

### تلویزیون
| Year          | Title                     | Original title              | Role                                  | Network    |
| ------------- | ------------------------- | --------------------------- | ------------------------------------- | ---------- |
| ۲۰۱۰-۲۰۱۱     | خیال‌بافی                  | Kavak Yelleri               | صلیحا                                 | کانال د    |
| ۲۰۱۲          | پادشاهی مردم              | İnsanlar Alemi              |                                       | استار تی‌پی |
| ۲۰۱۳          | روی یک بالش               | Bir Yastıkta                | یلیز گلین                             | تی‌آرتی ۱   |
| ۲۰۱۳-۲۰۱۴     | دهه نود                   | Doksanlar                   | سلین                                  | ای‌تی‌وی     |
| ۲۰۱۴          | Çilgin Dersane در دانشگاه | Çılgın Dersane Üniversitede | ازگه                                  | شو تی‌وی    |
| ۲۰۱۵          | گل‌های یتیم                | Kırgın Çiçekler             | ایرم                                  | ای‌تی‌وی     |
| ۲۰۱۵          | پنج برادر                 | Beş Kardeş                  | فاطما                                 | کانال د    |
| ۲۰۱۵          | زندگی جدید                | Yeni Hayat                  | منشی                                  |            |
| ۲۰۱۵-۲۰۱۶     | مارمولک                   | Kertenkele                  | ایرم                                  | ای‌تی‌وی     |
| ۲۰۱۷          | رو در رو                  | Yüz Yüze                    | یسین                                  | شو تی‌وی    |
| ۲۰۱۷-۲۰۱۸     | عشق زخمی                  | Vatanım Sensin              | افسان                                 | کانال د    |
| ۲۰۲۰          | دکتر معجزه گر             | Mucize Doktor               | داملا                                 | فاکس ترکیه |
| ۲۰۲۰-۲۰۲۲     | آپارتمان بی‌گناهان         | Masumlar Apartmanı          | Gülben Derenoğlu Bilen                | تی‌آرتی ۱   |
| ۲۰۲۱          | اتاق قرمز                 | Kırmızı Oda                 | Gülben Derenoğlu Bilen (بازیگر مهمان) | تی‌وی۸      |
| ۲۰۲۳ - تاکنون | عمر                       | Ömer                        | نیسا                                  | استار تی‌پی |

## تئاتر
| سال       | عنوان                                               |
| --------- | --------------------------------------------------- |
| ۲۰۲۰      | Çok Yaşa Dünya                                      |
| ۲۰۱۰-۲۰۱۱ | بیر توتم حیات                                       |
| ۲۰۱۱-۲۰۱۲ | تیتوس آندرونیکوس                                    |
| ۲۰۱۲      | Bir Kurşun Deliğine Kaç İnsan Sığar                 |
| ۲۰۱۳      | Bir İnfazın Portresi                                |
| ۲۰۱۳      | Pamuk Prenses و Yedi Cüceler                        |
| ۲۰۱۴      | <i id="mwAaA">پرنده‌ها</i>                           |
| ۲۰۱۷      | یوتمک                                               |
| ۲۰۱۹      | آلیس موزیکالی (منتشر شده در دیزنی پلاس)             |
| ۲۰۲۱      | Dijital Sahne: On İkinci Gece (منتشر شده در یوتیوب) |

## جوایز و نامزدی‌ها
| جایزه                                 | سال  | دسته بندی                         | کار نامزد شده               |
| ------------------------------------- | ---- | --------------------------------- | --------------------------- |
| جشنواره فیلم پرتقال طلایی آنتالیا     | ۲۰۲۲ | بهترین بازیگر زن – مسابقه ملی     | برنده                       |
| جوایز ستارگان تلویزیونی Ayakli Gazete | ۲۰۲۱ | بهترین بازیگر نقش مکمل زن         | برنده                       |
| جوایز ستارگان تلویزیونی Ayakli Gazete | ۲۰۲۱ | بهترین بازیگر زن تئاتر            | نامزد شده                   |
| جشنواره فیلم بسفر                     | ۲    | بهترین بازیگر زن – مسابقه ملی     | برنده                       |
| جشنواره فیلم کن                       | ۲۰۲۳ | بهترین بازیگر زن                  | درباره علف های خشک \| برنده |
| جوایز پروانه طلایی                    | ۲۰۲۱ | بهترین بازیگر زن                  | برنده                       |
| جوایز پروانه طلایی                    | ۲۰۲۲ | بهترین بازیگر زن در یک سریال کمدی | نامزدشده                    |
| جشنواره بین‌المللی فیلم ازمیر          | ۲۰۲۰ | بهترین بازیگر نقش مکمل زن – فیلم  | نامزدشده                    |
| جشنواره بین‌المللی فیلم ازمیر          | ۲۰۲۲ | بهترین بازیگر زن – تلویزیون       | نامزدشده                    |
| جوایز PRODU                           | ۲۰۲۱ | بهترین بازیگر زن سریال خارجی      | نامزدشده                    |
| جشنواره بین‌المللی فیلم ReelHeART      | ۲۰۱۷ | بهترین بازیگران گروه              | برنده                       |
| جایزه انجمن منتقدان فیلم ترکیه        | ۲۰۲۰ | بهترین بازیگر زن                  | نامزدشده                    |